# Sorry Not Sorry
“Sorry Not Sorry” là một bài hát của nghệ sĩ thu âm người Mĩ Demi Lovato. Cô đồng sáng tác bài hát này với Sean Douglas, Trevor Brown, William Zaire Simmons và Oak Felder. Bài hát được phát hành vào ngày 11 tháng 7 năm 2017 thông qua Island Records, Republic Records, Hollywood Records và Safehouse Records, như là đĩa đơn mở đường cho album phòng thu thứ sáu của cô, Tell Me You Love Me. Một phiên bản acoustic của bài hát được bao gồm trong phiên bản sang trọng của album.
Về mặt thương mại, “Sorry Not Sorry” đã vươn đến top 10 trên các bảng xếp hạng tại Hoa Kỳ, Úc, Hungary, Latvia, New Zealand và Anh. Ngoài ra bài hát cũng nằm trong top 20 trên các bảng xếp hạng tại Canada, Cộng hòa Séc, Na Uy và Bồ Đào Nha. Video âm nhạc của nó được đạo diễn bởi Hannah Lux Davis và được phát hành vào ngày 19 tháng 7 năm 2017. Bài hát cũng được chứng nhận bạch kim tại Hoa Kỳ, Úc, Canada, Ý và New Zealand. Để quảng bá cho bài hát, Lovato đã biểu diễn nó tại những buổi tiệc tại nhà sau khi bài hát phát hành. Cô cũng biểu diễn nó trên một số chương trình TV như The Tonight Show Starring Jimmy Fallon, The Ellen DeGeneres Show và Good Morning America và một số lễ trao giải thưởng âm nhạc lớn như Giải Video âm nhạc của MTV năm 2017 và Giải thưởng Âm nhạc Mỹ năm 2017. Bài hát được đề cử hạng mục “Bài hát của mùa hè” tại Giải Video âm nhạc của MTV năm 2017.

## Diễn biến trên bảng xếp hạng
“Sorry Not Sorry” ra mắt tại vị trí thứ #52 trên bảng xếp hạng Billboard Hot 100 tại Hoa Kỳ. Tại đây, nó đã bán được hơn 45.000 bản sau ba ngày phát hành. Bài hát sau đó đã vươn đến vị trí thứ #6 trên bảng xếp hạng Billboard Hot 100, trở thành hit top 10 đầu tiên của Demi kể từ đĩa đơn Heart Attack (2013) và nó cũng là đĩa đơn có thứ hạng cao nhất trong sự nghiệp của cô trên bảng xếp hạng này. “Sorry Not Sorry” cũng đạt vị trí quán quân trên bảng xếp hạng Mainstream Top 40, trở thành đĩa đơn quán quân thứ hai của Demi trên bảng xếp hạng nói trên. Bài hát cũng vươn đến top 10 trên các bảng xếp hạng tại Úc, New Zealand, Ireland và Anh. Riêng tại Anh nó đã trở thành hit top 10 thứ 6 của Demi.

## Lịch sử phát hành
| Nơi phát hành  | Thời gian         | Định dạng                           | Hãng đĩa                   | Chú thích |
| -------------- | ----------------- | ----------------------------------- | -------------------------- | --------- |
| Nhiều nơi      | July 11, 2017     | Tải nhạc kỹ thuật số                | Island Hollywood Safehouse | [ 1 ]     |
| Hoa Kỳ         | July 18, 2017     | Contemporary hit radio              | Republic                   | [ 2 ]     |
| Vương quốc Anh | July 22, 2017     | Contemporary hit radio              | Island                     | [ 3 ]     |
| Nhiều nơi      | August 11, 2017   | Tải nhạc kỹ thuật số – Freedo Remix | Island Hollywood Safehouse |           |
| Ý              | September 1, 2017 | Contemporary hit radio              | Universal                  | [ 4 ]     |

## Xếp hạng

### Xếp hạng tuần
| Chart (2017–18)                                 | Peak position |
| ----------------------------------------------- | ------------- |
| Úc (ARIA)                                       | 8             |
| Áo (Ö3 Austria Top 40)                          | 45            |
| Bỉ (Ultratip Flanders)                          | 2             |
| Bỉ (Ultratip Wallonia)                          | 1             |
| Canada (Canadian Hot 100)                       | 18            |
| Canada AC (Billboard)                           | 38            |
| Canada CHR/Top 40 (Billboard)                   | 7             |
| Canada Hot AC (Billboard)                       | 8             |
| Croatia (HRT)                                   | 73            |
| Cộng hòa Séc (Rádio Top 100)                    | 71            |
| Cộng hòa Séc (Singles Digitál Top 100)          | 18            |
| Đan Mạch (Tracklisten)                          | 33            |
| Dominican Anglo (Monitor Latino)                | 9             |
| El Salvador (Monitor Latino)                    | 18            |
| Euro Digital Songs (Billboard)                  | 18            |
| Ecuador Anglo (Monitor Latino)                  | 13            |
| Finnish Download (IFPI Finland)                 | 28            |
| Pháp (SNEP)                                     | 55            |
| Trường songid là BẮT BUỘC CHO BẢNG XẾP HẠNG ĐỨC | 62            |
| Greece (IFPI Charts)                            | 14            |
| Greece (Greece Digital Songs)                   | 8             |
| Guatemala Anglo (Monitor Latino)                | 7             |
| Honduras (Monitor Latino)                       | 18            |
| Hungary (Single Top 40)                         | 9             |
| Hungary (Stream Top 40)                         | 20            |
| Ireland (IRMA)                                  | 8             |
| Israel (Media Forest TV Airplay)                | 3             |
| Italy (FIMI)                                    | 58            |
| Latvia (Latvijas Top 40)                        | 5             |
| Malaysia (RIM)                                  | 14            |
| Mexico (Billboard Inglés Airplay)               | 36            |
| Mexico Anglo (Monitor Latino)                   | 15            |
| Hà Lan (Single Top 100)                         | 39            |
| New Zealand (Recorded Music NZ)                 | 6             |
| Na Uy (VG-lista)                                | 17            |
| Panama (Monitor Latino)                         | 20            |
| Panama Anglo (Monitor Latino)                   | 5             |
| Philippines (Philippine Hot 100)                | 31            |
| Bồ Đào Nha (AFP)                                | 17            |
| Scotland (OCC)                                  | 12            |
| Slovakia (Rádio Top 100)                        | 95            |
| Slovakia (Singles Digitál Top 100)              | 20            |
| Spain (PROMUSICAE)                              | 70            |
| Thụy Điển (Sverigetopplistan)                   | 34            |
| Thụy Sĩ (Schweizer Hitparade)                   | 47            |
| Anh Quốc (OCC)                                  | 9             |
| Hoa Kỳ Billboard Hot 100                        | 6             |
| Hoa Kỳ Adult Contemporary (Billboard)           | 22            |
| Hoa Kỳ Adult Pop Airplay (Billboard)            | 9             |
| Hoa Kỳ Dance/Mix Show Airplay (Billboard)       | 5             |
| Hoa Kỳ Pop Airplay (Billboard)                  | 1             |
| Hoa Kỳ Rhythmic (Billboard)                     | 19            |
| Venezuela Anglo (Monitor Latino)                | 14            |